# مصطفى السيد (سياسي بحريني)
مصطفى علي محمد السيد (مواليد 26 أكتوبر 1947

) سياسي بحريني.

## السيرة
ولد مصطفى في العاصمة المنامة في 26 أكتوبر 1947. حصل على بكالوريوس الهندسة الميكانيكية من المملكة المتحدة وماجستير إدارة المشروعات الصناعية من أيرلندا ودكتوراه إدارة المشروعات الصناعية من المملكة المتحدة. عمل في وظائف مختلفة مثل مشرف إنتاج الكهرباء والماء في شركة نفط البحرين ورئيس المهندسين في الشركة نفسها والمسئول عن إنتاج الكهرباء في وزارة الكهرباء والماء. عمل لخمس سنوات في وظيفة الرئيس التنفيذي في شركة ميدال للكابلات المحدودة. شغل وظيفة المدير العام في شركة الخليج لصناعة البتروكيماويات 17 عاما. تولى منصب الرئيس التنفيذي لشركة نفط البحرين من 2004 حتى 2007. تم تعيينه عضوا في مجلس الشورى من 2002 إلى 2006.